# تنانين سوطية الذيل
تنانين سوطية الذيل (الاسم العلمي: Amphibolurinae)، هي أسرة من الزواحف تتبع فصيلة الحرذونيات ضمن رتبة الحرشفيات. يحتوي على 16 جنساً.